# Elk Cloner

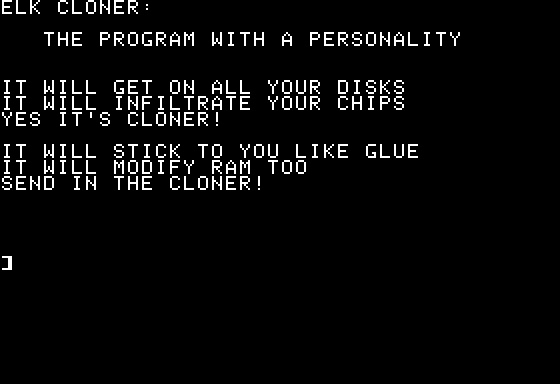
Captura de pantalla del programa mostrado por Elk Cloner, uno de los primeros virus informáticos para Apple II.

Elk Cloner es el primer virus informático conocido que tuvo una expansión real y no como un concepto de laboratorio. Rich Skrenta, un estudiante de instituto de 15 años, lo programó para los Apple II en 1982.

## Funcionamiento
El virus Elk Cloner se propagaba infectando los disquetes del sistema operativo de los computadores Apple II. Cuando la computadora arrancaba desde un disquete infectado, también lo hacía el virus de forma automática. Aparte de hacer un seguimiento del acceso al disco, éste virus no afectaba al uso cotidiano del ordenador. Pero si se accedía a un disquete, el virus se copiaba, infectándolo y difundiéndose lentamente de disco a disco.
Elk Cloner, como muchos de los primeros virus, no se diseñó para realizar daño alguno de forma intencionada, pero podía corromper discos con una copia del DOS — sobreescribiendo las pistas reservadas sin importar el contenido. Sin embargo, si se diseñó para ser molesto: en cada arranque n.º 50 con un disco infectado, el virus mostraba por pantalla un pequeño "poema".
Elk Cloner: The program with a personality

It will get on all your disks

It will infiltrate your chips

Yes it's Cloner!
It will stick to you like glue

It will modify RAM too

Send in the Cloner!
Cuya traducción sería:
Elk Cloner: El programa con personalidad

Obtendrá todos tus discos

se meterá en tus chips

¡Sí, es Cloner!
Se pegará a ti como pegamento

cambiará también tu RAM

¡Pásalo, Elk Cloner!

## Origen del virus
Skrenta solía compartir juegos con sus amigos, pero modificados de tal forma que dejaran de funcionar tras un número de partidas. Esto garantizaba un alto nivel de irritación:
en el momento que esos amigos se familiarizaran con el programa, este dejaría de funcionar, mostrando algún mensaje "gracioso" (al menos para el autor). Pasado un tiempo esos amigos aprendieron que no podían permitir a Skrenta tocar sus discos. Así surgió Cloner, que podía irritarles sin que tuviese acceso a los discos.
Según los informes de la época, el virus infectó con éxito disquetes de la mayoría de los conocidos de Skrenta, incluyendo a su profesora de matemáticas. Gran parte del éxito fue el desconocimiento del problema potencial que suponía, y la ausencia de antivirus. La limpieza era posible, pero solo tras una elaborada eliminación manual.